# Tempête tropicale Imelda (2019)
La tempête tropicale Imelda est le onzième cyclone tropical et la neuvième tempête nommée de la saison cyclonique 2019 dans l'océan Atlantique nord. C'est un faible système du point de vue vent mais il a déversé de grandes quantités de pluie à l'origine d'inondations importantes dans le sud-est du Texas, les plus importantes depuis l'ouragan Harvey. Imelda s'est formé à partir d'une large zone orageuse située sur l'est du golfe du Mexique et s'est dirigée vers la côte texane. Peu de développement s'est produit jusqu'à ce que le système se trouve près de la côte où il s'est rapidement transformé en tempête tropicale avant de toucher la côte.
Les inondations dans certaines parties du sud-est du Texas (en particulier les villes de Galveston et de Beaumont ont nécessité de nombreux sauvetage le 19 septembre. Imelda a fait au moins 2 morts et laissé jusqu'à plus d'un mètre de pluie.

## Évolution météorologique

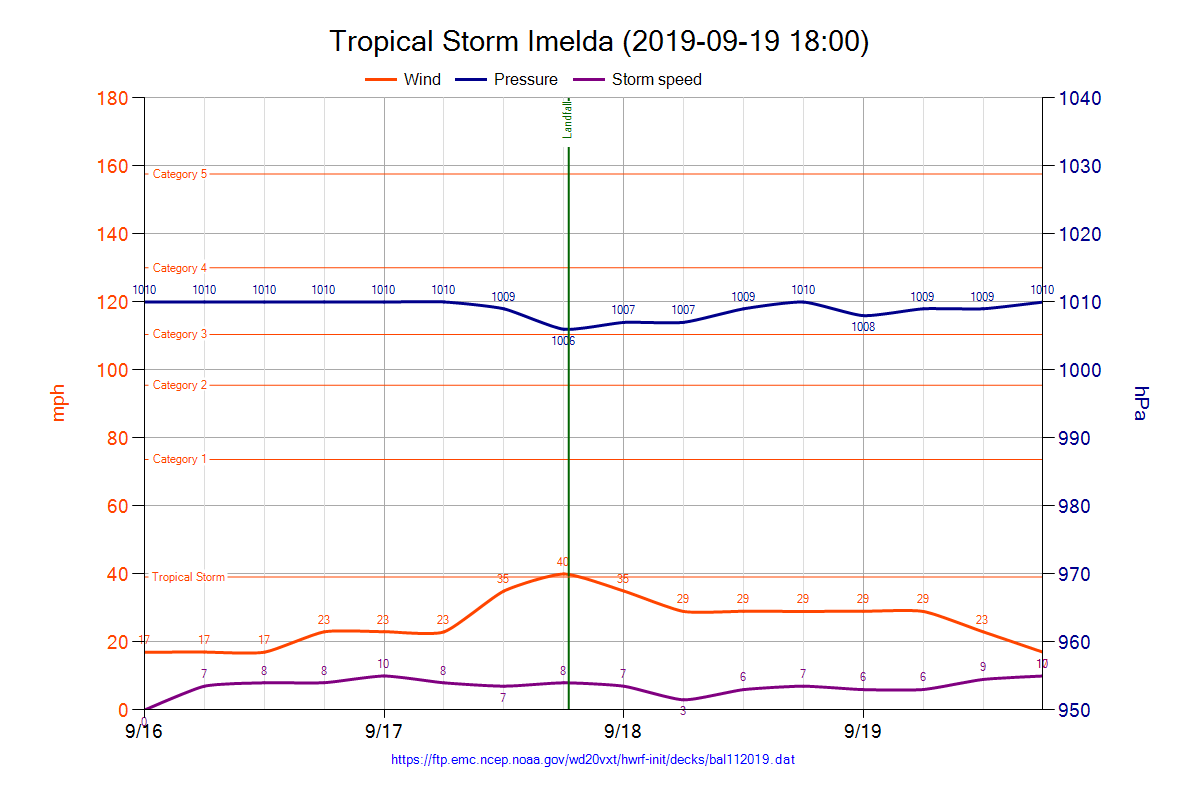
Variation de la pression, des vents et de la vitesse de déplacement

Le 14 septembre, une large zone d’averses et d’orages s'est formée sur l’est du golfe du Mexique. Durant les jours suivants, elle s'est dirigée vers la côte texane. Le 17 septembre en mi-journée, le NHC a considéré que le système était assez bien organisé pour le déclarer dépression tropicale Onze à 25 km au sud-sud-ouest de Freeport (Texas). Moins d'une heure plus tard, le NHC rehaussa le système à tempête tropicale, nommée Imelda, alors que son centre touchait la côte juste au sud de Freeport et qu'une station météorologique rapportait des vents soutenus de 65 km/h. Le NHC a rapporté plus tard, que la pression notée à la station était de 1 005 hPa ce qui devient la pression minimum avec ce système
Quelques heures plus tard, en soirée, Imelda était déjà redescendu à dépression tropicale à cause de la friction depuis son entrée dans les terres en direction de Houston. La menace principale était la crue soudaine causée par les fortes pluies car le système se déplaçait très lentement vers le nord et le Weather Prediction Center (WPC) a pris le relais pour suivre le système. Tôt le matin du 18 septembre, la dépression était à 40 km au nord de Houston et ses précipitations affectaient le nord-est du Texas ainsi que l'ouest de la Louisiane.
Tôt le matin du 19 septembre, Imelda était à 180 km au nord de Houston, continuant de se déplacer très lentement vers le nord tout en se comblant mais ses nuages restaient stationnaires jusqu'à la côte du golfe du Mexique. À 16 h local, Imelda est devenu un creux barométrique extratropical qui continuait à déverser des quantités de pluie sur l'est du Texas, ainsi que l'ouest de la Louisiane, et qui devaient s'estomper durant la nuit suivante.

## Impacts
La boucle à gauche montre l'évolution des nuages orageux durant la courte mais intense vie de la tempête de tard le 17 qu'au 20 septembre. Il est à noter la persistance et la reformation des nuages orageux sur les mêmes régions. Imelda a ainsi provoqué des inondations généralisées dans le sud-est du Texas et dans la région métropolitaine de Houston, poussant de nombreux bayou à dépasser leurs rives et à inonder leurs zones résidentielles.
Les stations météorologiques jusqu'à 22 h local le 19 septembre rapportaient des accumulations de pluie entre 250 et 500 mm sur l'est du Texas et le sud-ouest de la Louisiane, avec un axe plus important de 600 à 1 000 mm près de la côte texane, entre Freeport et la frontière avec la Louisiane. Le maximum d'accumulations signalé était de 1 092 mm et 1 125 mm mm dans la région au sud de Beaumont (Texas) (ex. bayou North Fork Taylors),. Des taux de précipitations allant jusqu'à 125 mm/h furent ainsi signalés, provoquant la pire inondation depuis l'ouragan Harvey de 2017.
Plus de 1 000 personnes ont été sauvées des eaux de crue. Tous les services de bus et de train ont été temporairement fermés à Houston. Le toit d'un bâtiment United States Postal Service s'est effondré, laissant trois personnes légèrement blessées. L’aéroport intercontinental George-Bush de Houston fut fermé pendant environ 90 minutes en raison de l’inondation des pistes et de la suppression de 655 vols. Le shérif du comté de Chambers, a déclaré que les inondations dans la petite ville de Winnie étaient horribles, que les routes étaient impraticables et que l'hôpital local était en train d'être évacué. Les camions à benne basculante et les bateaux pneumatiques étaient utilisés pour mettre les gens en sécurité. Certaines maisons avait 1 à 1,65 m d'eau à l'intérieur.

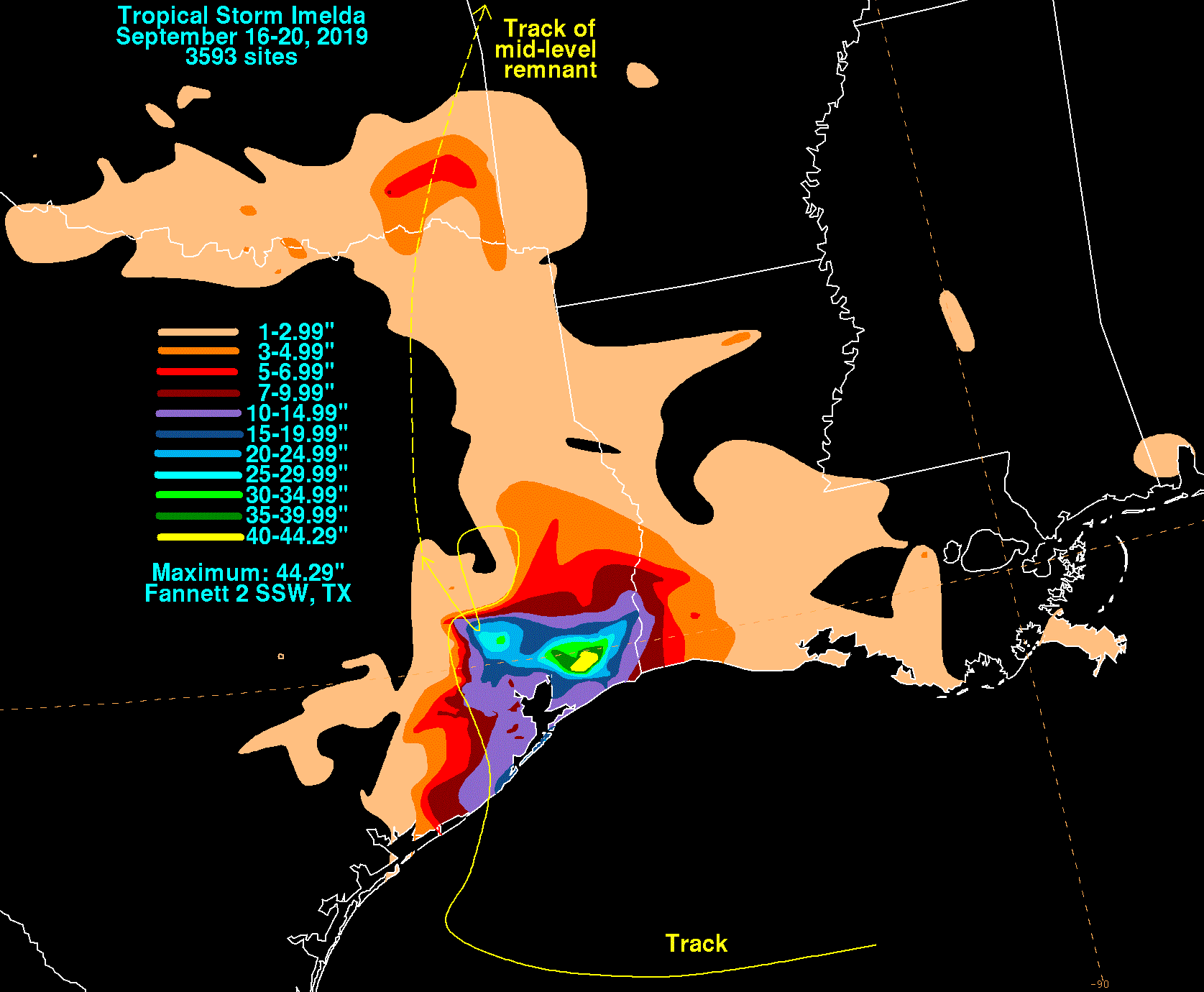
Accumulations de pluie avec Imelda
(1 pouce=25.4 mm).

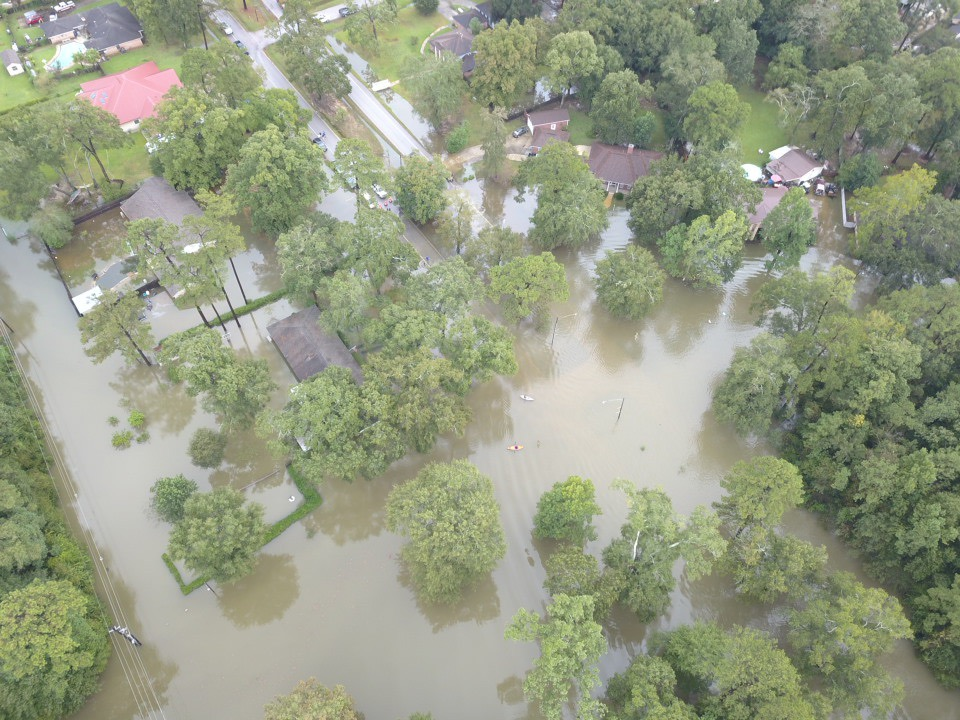
Vue aérienne des inondations à Roman Forest.

Dans certaines zones au Texas les eaux de crue ont atteint les toits des maisons. Une partie d'une autoroute majeure de la région de Houston, l'Interstate 10, fut fermée après que le pont enjambant le fleuve San Jacinto eut été heurté par des barges mal arrimées. Les barges furent retrouvées intactes et il n'y eut aucune preuve de pollution. Le 18 septembre, une tornade d'intensité inconnue fut observée près des Highlands, comté de Harris et détruisit une grange mais aucune blessure ne fut rapportée.
Les écoles furent fermées dans la plus grande partie de la zone sinistrée le 18 mais seulement le 19 septembre dans le district scolaire de Houston (200 000 élèves). Alors même que l'intensité de la tempête diminuait, les responsables du comté de Harris ont averti que certains de leurs 4,7 millions d'habitants n'était pas sorti du bois alors que la crue prendrait du temps à se retirer dans leurs quartiers.

### Décès
Au 21 septembre, au moins 5 morts étaient imputables à la tempête. Un homme s'est noyé dans une fourgonnette submergée par les inondations et un autre s'est électrocuté puis noyé alors qu'il tentait de mettre son cheval en sécurité,,. Trois autres hommes furent retrouvés noyés, deux à l'intérieur de leur véhicule et le troisième était un piéton retrouvé dans un fossé.

### Dégâts
Les centres nationaux d’information sur l’environnement ont estimé le montant total des dommages à plus d’un milliard de dollars US. Aon Benfield Analytics estime par contre les pertes totales à 2 milliards de dollars US.